# Eilema cuneata
Eilema cuneata là một loài bướm đêm thuộc phân họ Arctiinae, họ Erebidae.